# Dique La Viña

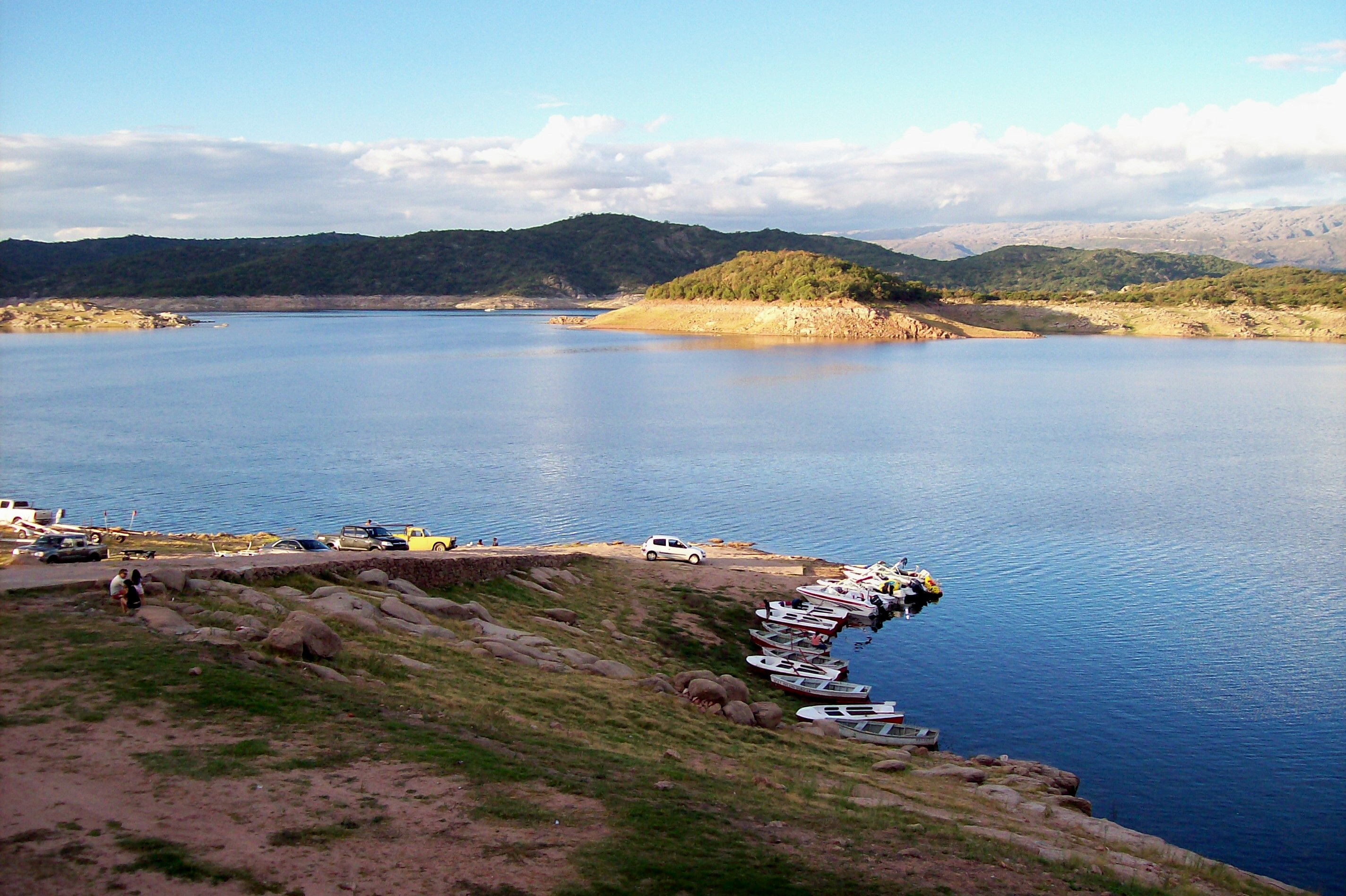
El lago, un día de bajo nivel de agua.

El Dique La Viña o Embalse Ing. Antonio Medina Allende, en honor a su impulsor, se encuentra a 33 km de Mina Clavero, sobre el curso del río de los Sauces en el departamento San Alberto en la provincia de Córdoba. El espejo de agua completa 1050 ha.

## Historia
El proyecto del embalse lo presentó el Radical, Ing. Antonio Medina Allende.[cita requerida] Un año después comenzó la construcción del dique, diseñado y proyectado por el ingeniero Fitz Simmons. Tras cinco años de trabajo y
184.160 m³ de hormigón armado, el 15 de junio de 1944 culminaron las obras.
Posteriormente, en 1952, empezó a construirse la Central Hidroeléctrica La Viña, en el marco del Primer Plan Quinquenal de la presidencia de Juan Domingo Peron se enmarcó dentro del lineamiento de propulsar proyectos energéticos mediante el uso de embalses para lograr la transformación del perfil productivo de Córdoba, que con el tiempo se constituyó en uno de los polos industriales del país, fundamentalmente a través de un amplio plan de centrales hidroeléctricas (Dique La Viña, Dique San Roque, Embalse Cruz del Eje, Embalse Río Tercero) Junto al Camino de las Altas Cumbres, la Central fue una obra esencial para el progreso del oeste provincial y uno de los emprendimientos más importantes realizados durante el siglo XX en Córdoba fundamentalmente a través de un amplio plan de centrales hidroeléctricas (Dique La Viña, Dique San Roque, Embalse Cruz del Eje, Embalse Río Tercero)

## Datos de ingeniería
Se trata de la central hidroeléctrica con el segundo paredón más alto de Argentina: posee unos 106 m de alto por otros 317,27 m de largo, se sostiene sobre una base de 35 m de ancho y su coronamiento es de 4 m de ancho. Del lado del espejo de agua mide 106 m, mientras que del lado del vertedero mide 102 m.
Se utilizaron 184.160 m³ de hormigón armado, posee 8 compuertas con cresta en los 95m, de 6,5 m por 5,5 m cada una y su cota máxima está dada a los 102 m.
La regularización del río mediante el almacenaje de sus aguas en el dique, se aprovecha el noventa por ciento del caudal medio anual, lo que permite regar cerca de 24 000 ha.
La Central está equipada con dos turbinas Francis de eje vertical de 8.000 kW, con un rodete de 1.188 mm de diámetro. Estas turbinas cuentan
con dos descargadores de sobrepresión por golpe de ariete (conocidos como descargadores sincrónicos) para proteger la tubería. Los equipos
generadores están conectados a una estación transformadora que cuenta con dos autotransformadoresde tensión (a 66 y 132 kV).
Finalmente, dos líneas de 66 kV y dos de 132 kV son las encargadas de transportar un promedio de 36 millones de kWh por año.
El espejo de agua tiene un volumen de 230 hm³, una superficie de 1050 ha y 100 m de profundidad. Su franja de operación normal oscila
entre los 100 y los 80 m de profundidad y en sus aguas pueden practicarse la pesca y varios deportes acuáticos.
La presa que lo contiene es de hormigón armado macizo, construida en arco de radio variable y ángulo constante. Este muro consta de tres secciones: una principal curva, otra sección gravedad y la sección vertedero.
El vertedero tiene cresta elevada a 95 m sobre el lecho del río. Puede evacuar 1200 m³/s a través de ocho compuertas de 6,50 por 5,50 m cada una que, en caso de ser necesario evacuar agua, pueden operarse en forma simultánea o alternativa a la Central.

## Cuenca Hidrográfica
Para generar electricidad utiliza el agua del Río de los Sauces, un cauce natural del Valle de Traslasierra que se forma a partir de la confluencia del río Panaholma y del río Mina Clavero, al oeste del Cordón de las Sierras Grandes.
Las grandes pendientes del relieve hacen que sus aguas desciendan de forma torrencial, en crecientes de corta duración. Su módulo medio anual es de 5,8 m³/s.

## Turismo

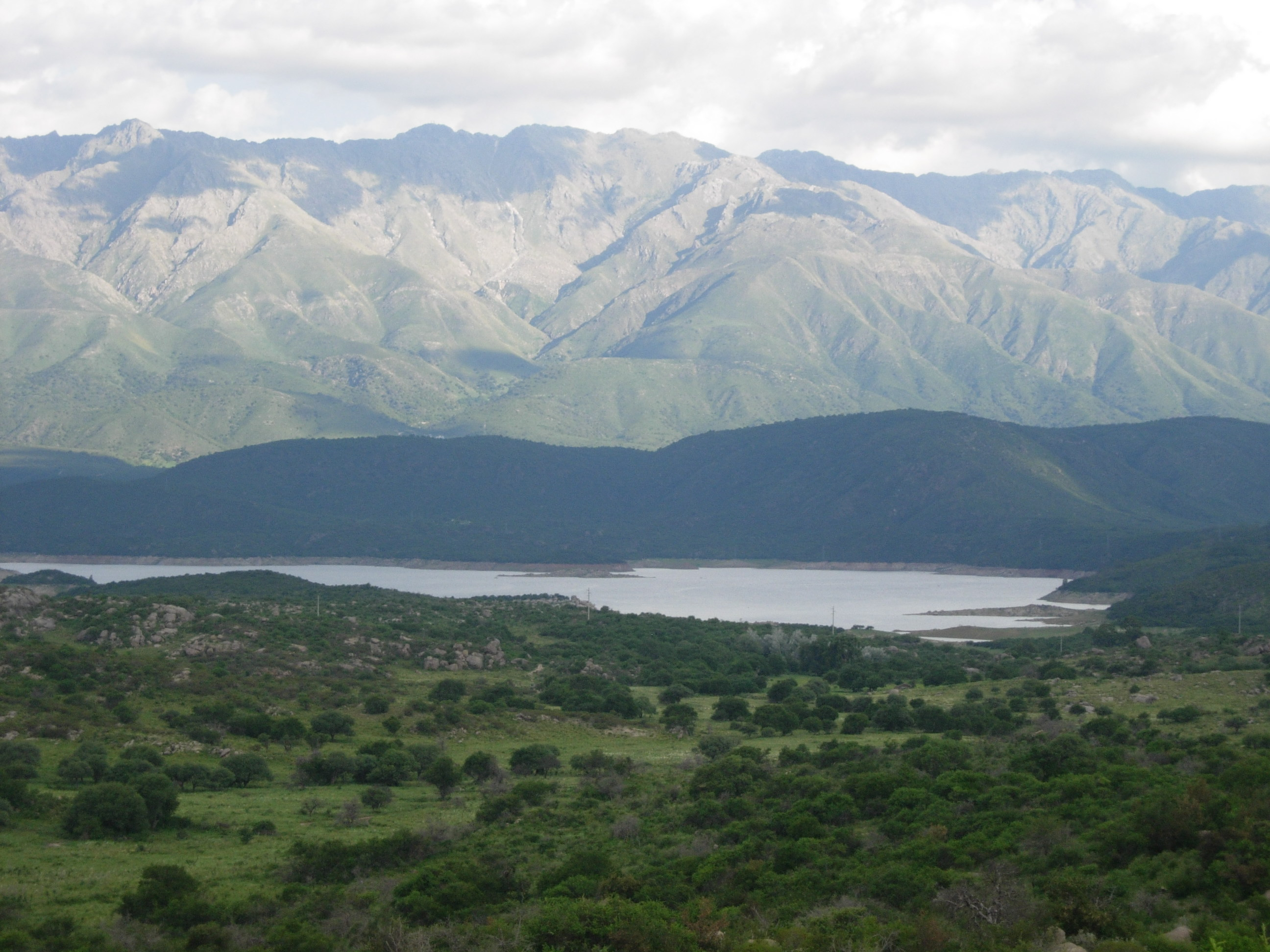
La Aguada

El dique forma un enorme espejo de agua en donde se practican actividades deportivas tales como pesca de pejerrey, motos de agua, vela, kayakismo.
La belleza del paisaje circundante, con el profundo cañón de un lado, y el lago con las serranías de Achala por el otro, lo convierten en un punto obligado para los turistas que pasean por el Valle de Traslasierra.
En el año 2020 se inauguró un complejo Recreativo, "Complejo Dique la Viña", donde se pueden hacer actividades como senderismo, pícnic, avistamiento de aves por sus extensa red de senderos. El la cima del cerró, al finalizar el paredón se encuentra una confitería con miradores fotográficos. Además se puede hacer excursiones, paseo en catamarán, entre otras cosas.